# غارودا إندونيسيا الرحلة 421
غارودا إندونيسيا الرحلة 421 هو حادث لطائرة بوينغ 737-3Q8,  كاد أن يتسبب بتحطم مأساوي يؤدي بحياة الركاب البالغ عددهم 54 راكباً، بالإضافة لطاقم الرحلة المكون من 6 أشخاص.
كانت رحلة داخلية مجدولة من طرف شركة النقل الوطنية الإندونيسية جارودا إندونيسيا لمسافة حوالي 625 كم (388 ميل) من ماتارام إلى يوغياكارتا في 16 كانون الثاني (يناير) 2002، حيثُ تعرضت الطائرة لعاصفة رعدية شديدة أثناء الاقتراب من وجهتها و إشتعلت النيران في كلا المحركين، مما أدى إلى سقوطها في نهر ضحل، خلف الحادث وفاة إمرأة وعدة إصابات و تعتبر هذه الحادثة من أخطر حوادث سقوط الطائرات.

## الحادثة
بدأت رحلة هذه الطائرة بشكل سلس وطبيعي من مدينة ماتارام الإندونيسية وكانت متوجهة إلى مدينة أخرى تُدعَى يوغياكارتا والموافق لتاريخ 16 يناير من عام 2002، بقيادة الكابتن عبد الرزاق (ولد في 29 مارس 1957 بمدينة القدس بمقاطعة القدس بإندونيسيا) البالغ من العمر 44 عامًا، ذو خبرة 21 عامًا، والمساعد أول هيريادي جوناوان (ولد في 29 سبتمبر 1955 في العاصمة جاكرتا) البالغ من العمر 46 عامًا، ذو خبرة 19 عامًا. خلال منتصف الرحلة تسبب هطول 18 كغ من البرد والمطر الثقيل في المتر المربع الواحد بحدوث ظاهرة ظل الرادار وانخفاض طاقة بطارية طوارئ الطائرة بسبب عطل بوصلات البطارية، وبعد محاولتين لتشغيل المحركين ومحاولة لتشغيل وحدة الطاقة المساعدة (APU) وبتعطل محركي الطائرة، هبطت الطائرة بسرعة 800 متر/دقيقة، قام كُلٌ من الكابتن عبد الرزاق والمساعد أول هاريادي جوناوان بمحاولة هروب من العاصفة الرعدية، ونجحوا في ذلك، ولكنهم تجاوزوا المطار وكان خيار الهبوط اضطراري في غابات إندونيسيا المطيرة خيار مستحيل، وكان الكابتن عبد الرزاق يريد ال هبوط اضطراريا على نهر سولو. وأصدر المساعد أول هاريادي جوناوان أوامره إلى المضيفين الجويين بالاستعداد للاصطدام، وبعدها ساعد المساعد أول هاريادي جوناوان الكابتن عبد الرزاق في محاولة الهبوط اضطراري على نهر سولو، وهبط الطاقم بسرعة 175 ميل/ساعة (281 كم/س) على نهر سولو، وبعد التحطم ماتت المضيفة الجوية سأنتي أنغرايني البالغة من العمر 26 عامًا. ونجا 59 شخصًا وبعد عامين نال كُلاً من الكابتن عبد الروزاق والمساعد أول هاريادي جوناوان جوائز الشجاعة الذهبية تكريمًا لشجاعتهما، وتقديرًا لهما حسب التقاليد الإندونيسية، كَرَمَهُمَا الرئيس سوسيلو بامبانغ يودهويونو.